# Federico Ermanno di Anhalt-Köthen-Pleß
Federico Ermanno di Anhalt-Köthen-Pleß (Köthen, 27 ottobre 1731 – Pless, 12 dicembre 1797) fu un nobile dell'Anhalt-Köthen.

## Biografia
Federico Ermanno era figlio di Augusto Luigi di Anhalt-Köthen, principe di Anhalt-Köthen dal 1728 al 1755, e della seconda moglie Emilia di Promnitz-Pless.
Alla morte senza figli nel 1818 di Luigi Augusto, figlio ed erede di suo cugino Augusto, il ducato passò a Federico Ferdinando e successivamente a Enrico.

## Matrimonio e figli
Federico Ermanno di Anhalt-Köthen-Pleß sposò a Wernigerode il 13 giugno 1766 la ventiduenne Luisa Ferdinanda di Stolberg-Wernigerode, figlia del conte Enrico Ernesto II di Stolberg-Wernigerode, che gli diede nove figli:
- Emanuele Ernesto Ermanno (Pless, 9 gennaio 1768-Pless, 4 giugno 1808);
- Federico Ferdinando (Pless, 25 giugno 1769-Köthen, 23 agosto 1830), che sposò Luisa di Schleswig-Holstein-Sonderburg-Beck e successivamente Giulia di Brandeburgo;
- Anna Amalia (Pless, 20 maggio 1770-Fürstenstein, 1º febbraio 1830), data in sposa al conte Hans Heinrich VI von Hochberg;
- Benedetta (Büdingen, 14 luglio 1771-Büdingen, 4 febbraio 1773);
- Cristina (Pless, 8 febbraio 1774-Pless, 1º agosto 1783);
- Giorgio (Pless, 29 maggio 1776-Pless, 29 luglio 1777);
- Enrico (Pless, 30 luglio 1778-Köthen, 23 novembre 1847), che sposò Augusta Reuss e Köstritz;
- Cristiano Federico (Pless, 14 novembre 1780-Ebersdorf, 30 agosto 1813);
- Luigi (Pless, 16 luglio 1783-Pless, 5 novembre 1841), principe di Anhalt-Köthen-Pleß.

## Ascendenza
|                                                   |                                            |                                              | Genitori                                         |  |  | Nonni |  |  | Bisnonni                           |  |  | Trisnonni                           |  |
|                                                   |                                            |                                              |                                                  |  |  |       |  |  | Emanuel, principe di Anhalt-Köthen |  |  | August, principe di Anhalt-Plötzkau |  |
|                                                   |                                            |                                              |                                                  |  |  |       |  |  | Emanuel, principe di Anhalt-Köthen |  |  | August, principe di Anhalt-Plötzkau |  |
|                                                   |                                            | Sibylle zu Solms-Laubach                     |                                                  |  |  |       |  |  | Emanuel, principe di Anhalt-Köthen |  |  |                                     |  |
| Emanuel Lebrecht, principe di Anhalt-Köthen       |                                            |                                              |                                                  |  |  |       |  |  | Emanuel, principe di Anhalt-Köthen |  |  |                                     |  |
|                                                   |                                            | Anna Eleonore zu Stolberg-Wernigerode        | Heinrich Ernst, conte di Stolberg-Wernigerode    |  |  |       |  |  |                                    |  |  |                                     |  |
|                                                   |                                            | Anna Eleonore zu Stolberg-Wernigerode        | Heinrich Ernst, conte di Stolberg-Wernigerode    |  |  |       |  |  |                                    |  |  |                                     |  |
|                                                   |                                            | Anna Eleonore zu Stolberg-Wernigerode        | Anna Elisabeth zu Stolberg-Wernigerode           |  |  |       |  |  |                                    |  |  |                                     |  |
| August Ludwig, principe di Anhalt-Köthen          |                                            | Anna Eleonore zu Stolberg-Wernigerode        |                                                  |  |  |       |  |  |                                    |  |  |                                     |  |
|                                                   |                                            | Balthasar Wilhelm von Rath                   | Wilhelm von Rath                                 |  |  |       |  |  |                                    |  |  |                                     |  |
|                                                   |                                            | Balthasar Wilhelm von Rath                   | Wilhelm von Rath                                 |  |  |       |  |  |                                    |  |  |                                     |  |
|                                                   |                                            | Balthasar Wilhelm von Rath                   | Dorothea von Hackeborn                           |  |  |       |  |  |                                    |  |  |                                     |  |
| Gisela Agnes von Rath                             |                                            | Balthasar Wilhelm von Rath                   |                                                  |  |  |       |  |  |                                    |  |  |                                     |  |
|                                                   |                                            | Magdalene Dorothee von Wuthenau              | Heinrich von Wuthenau                            |  |  |       |  |  |                                    |  |  |                                     |  |
|                                                   |                                            | Magdalene Dorothee von Wuthenau              | Heinrich von Wuthenau                            |  |  |       |  |  |                                    |  |  |                                     |  |
|                                                   |                                            | Magdalene Dorothee von Wuthenau              | Sibylle von Bindauf                              |  |  |       |  |  |                                    |  |  |                                     |  |
| Friedrich Erdmann, principe di Anhalt-Köthen-Pleß |                                            | Magdalene Dorothee von Wuthenau              |                                                  |  |  |       |  |  |                                    |  |  |                                     |  |
|                                                   | Balthasar Erdmann, conte di Promnitz-Pless | Erdmann Leopold, conte di Promnitz-Pless     |                                                  |  |  |       |  |  |                                    |  |  |                                     |  |
|                                                   | Balthasar Erdmann, conte di Promnitz-Pless | Erdmann Leopold, conte di Promnitz-Pless     |                                                  |  |  |       |  |  |                                    |  |  |                                     |  |
|                                                   | Balthasar Erdmann, conte di Promnitz-Pless | Eleonore von Racknitz                        |                                                  |  |  |       |  |  |                                    |  |  |                                     |  |
| Erdmann II, principe di Promnitz-Pless            | Balthasar Erdmann, conte di Promnitz-Pless |                                              |                                                  |  |  |       |  |  |                                    |  |  |                                     |  |
|                                                   |                                            | Emilie Agnes Reuß zu Schleiz                 | Heinrich I, conte di Reuss zu Schleiz            |  |  |       |  |  |                                    |  |  |                                     |  |
|                                                   |                                            | Emilie Agnes Reuß zu Schleiz                 | Heinrich I, conte di Reuss zu Schleiz            |  |  |       |  |  |                                    |  |  |                                     |  |
|                                                   |                                            | Emilie Agnes Reuß zu Schleiz                 | Esther zu Hardegg-Glatz-Machlande                |  |  |       |  |  |                                    |  |  |                                     |  |
| Emilie von Promnitz-Pless                         |                                            | Emilie Agnes Reuß zu Schleiz                 |                                                  |  |  |       |  |  |                                    |  |  |                                     |  |
|                                                   |                                            | Johann Adolf I, duca di Sassonia-Weissenfels | August, duca di Sassonia-Weissenfels             |  |  |       |  |  |                                    |  |  |                                     |  |
|                                                   |                                            | Johann Adolf I, duca di Sassonia-Weissenfels | August, duca di Sassonia-Weissenfels             |  |  |       |  |  |                                    |  |  |                                     |  |
|                                                   |                                            | Johann Adolf I, duca di Sassonia-Weissenfels | Anna Maria zu Mecklenburg-Schwerin               |  |  |       |  |  |                                    |  |  |                                     |  |
| Anna Marie von Sachsen-Weissenfels                |                                            | Johann Adolf I, duca di Sassonia-Weissenfels |                                                  |  |  |       |  |  |                                    |  |  |                                     |  |
|                                                   |                                            | Johanna Magdalena von Sachsen-Altenburg      | Friedrich Wilhelm II, duca di Sassonia-Altenburg |  |  |       |  |  |                                    |  |  |                                     |  |
|                                                   |                                            | Johanna Magdalena von Sachsen-Altenburg      | Friedrich Wilhelm II, duca di Sassonia-Altenburg |  |  |       |  |  |                                    |  |  |                                     |  |
|                                                   |                                            | Johanna Magdalena von Sachsen-Altenburg      | Magdalena Sibylla von Sachsen                    |  |  |       |  |  |                                    |  |  |                                     |  |
|                                                   |                                            | Johanna Magdalena von Sachsen-Altenburg      |                                                  |  |  |       |  |  |                                    |  |  |                                     |  |